# SSV Köpenick-Oberspree
Maillots
Le SSV Köpenick-Oberspree est un club allemand de football localisé dans le quartier de Niederschöneweide, à Berlin.

## Histoire
Le club fut fondé en 1908, sous la dénomination  SV Markomania 08 Köpenick.
En 1934, le régime nazi, arrivé au pouvoir un an avant, exigea la fusion de plusieurs petits clubs : Markomania 1908 Köpenick, Waldfrieden 1927 Köpenick et Köpenicker SC 1920 durent fusionner et former le SV Köpenick 08. 
En 1945, le club fut dissous par les Alliés, comme tous les clubs et associations allemands (voir Directive no 23). Il fut reconstitué la même année sous l’appellation Sportgruppe (SG) Köpenick.
Ce club joua dans un des 4 groupes de la Liga Berlin puis fut un des fondateurs de l’Oberliga Berlin. Le club joua les deux premières saisons d’existence de cette ligue puis fut relégué. 
En 1949, le club porta brièvement le nom de SC Köpenick. Lors de la saison 1949-1950, le cercle évolua en Amateurliga puis vu sa localisation dans le secteur de Berlin-Est se retrouva sur le territoire de la RDA. IL fut alors renommé SSV Köpenick.
Le club vécut alors selon les humeurs des dirigeants politiques est-allemands. Il porta les noms de SG Köpenick (en 1954), puis de Genossenschafts-SG Köpenick (en 1960), puis de BSG Köpenick, de BSG Mechanisierung Berlin-Köpenick et à nouveau BSG Köpenick (de 1973 à 1989).
Après la réunification allemande de 1990, le club reprit son appellation de SSV Köpenick 08.
En 2001, le SSV Köpenick 08 quitta le Ernst-Grubestadion à Berlin-Spindlersfeld et s’installa à la Spindlersfelder Straße au Käthe-Tucholla-Stadion de Berlin-Niederschöneweide. Trois plus tard, le SSV Köpenick 08 fusionna avec le SSV Oberspree (fondé en 1951 sous la dénomiation de BSG Einheit Berlin Mitte) pour forme l’actuel SSV Köpenick-Oberspree.